# Рим, 17...
«Рим, 17…» — український телефільм режисера Юрія Суярка, за п'єсою Миколи Зарудного «Рим, 17. До запитання». Весела комедія про те, як може все заплутати телеграма.

## Актори
- Микола Шутько — Клим Іванович Конотоп
- Галина Яблонська — Ольга Аркадіївна
- Поліна Куманченко — Надія Іванівна
- Михайло Задніпровський — Петро Степанович Пуд
- Юнона Яковченко — Мотрона
- Микола Панасьєв — Максим Діодоров
- Аркадій Гашинський — Гуля-Червінський
- Анатолій Скибенко — Каблучка
- Нонна Копержинська — Ганна Володимирівна

## Знімальна група
- За п'єсою Миколи Зарудного
- Режисер-постановник: Юрій Суярко
- Оператор-постановник: Олександр Бузилевич
- Художник-постановник: Юрій Шишков
- Композитор: Віктор Шевченко
- Солісти: Ліда Відаш та Андрій Піддубинський
- Поет: Микола Сом
- Диригент: Захарій Кожарський
- Оператор: Г. Пробєгалов
- Звукорежисери: В. Літновський, Юрій Озиранський (у титрах — Озирянський)
- Режисер: В. Мірошниченко
- Режисер монтажу: А. Козяревич
- Художник по гриму: Н. Степанова
- Редактори: Леонід Мужук, Р. Радченко
- Директор картини: Е. Русаков